# Musashi Suzuki
Musashi Suzuki - em japonês, 鈴木 武蔵 Suzuki Musashi (Montego Bay, 11 de fevereiro de 1994) é um futebolista nipo-jamaicano que atua como atacante. Atualmente defende o Gamba Osaka.

## Carreira
Iniciou a carreira no Albirex Niigata, pelo qual fez sua estreia como profissional foi em abril de 2012, contra o Shimizu S-Pulse, pela Copa da Liga Japonesa. Depois de jogar na seleção Sub-22 da J-League, jogou por empréstimo no Mito HollyHock, da segunda divisão nipônica, em 2015. Seguiu vinculado ao clube até 2017.
Defendeu também Matsumoto Yamaga, V-Varen Nagasaki e Consadole Sapporo até 2020, tendo sua primeira experiência fora do Japão ao assinar com o Beerschot (Bélgica) por 2 temporadas. Em 2022, foi contratado pelo Gamba Osaka.

## Seleção Japonesa
Integrou o elenco da Seleção Japonesa que disputou os Jogos Olímpicos de 2016. A estreia pelo time principal dos Samurais Azuis foi em março de 2019, num amistoso contra a Colômbia

## Títulos
Japão Sub-23
- Campeonato Asiático de Futebol Sub-23: 2016